# Limnophyes mimutulus
Limnophyes mimutulus är en tvåvingeart som först beskrevs av Maurice Emile Marie Goetghebuer och Lenz 1944.  Limnophyes mimutulus ingår i släktet Limnophyes och familjen fjädermyggor.
Artens utbredningsområde är Österrike. Inga underarter finns listade i Catalogue of Life.